# کامپورجیانو
کامپورجیانو (به ایتالیایی: Camporgiano) یک کومونه در ایتالیا است که در استان لوکا واقع شده‌است.

## خصوصیات
کامپورجیانو ۲۷٫۱ کیلومترمربع مساحت و ۲٬۳۵۷ نفر جمعیت دارد و ۴۷۵ متر بالاتر از سطح دریا واقع شده‌است.